# Paul Girard (helléniste)
Pour les articles homonymes, voir Girard et Paul Girard.
Ne pas confondre avec Paul Frédéric Girard (1852-1926), professeur de droit romain et jurisconsulte français
Paul Girard (Paris, 23 mars 1852 - Paris, 1er juillet 1922) est un helléniste, archéologue et épigraphiste français. 

## Biographie
Fils de Julien Girard, professeur de rhétorique et proviseur du lycée Louis-le-Grand puis du lycée Condorcet dont il fut l'élève, il est admis à l'École normale supérieure en 1872 et obtient l’agrégation de lettres en 1875. Membre de l'École française d'Athènes de 1875 à 1879, il dirige les fouilles de l'Héraion de Samos et achète la Coré de Chéramyès pour le musée du Louvre (1879). 
Le 29 décembre 1881, il soutient ses deux thèses de doctorat ès lettres à la Faculté de Paris. La première, en français, s'intéresse à l'Asclépéion d'Athènes. La deuxième, en latin, est intitulée De Locris Opuntiis. Devenu docteur ès lettres, il participe à de nombreuses soutenances de thèses, en qualité de membre du jury, entre 1883 et 1893. 
Maître de conférences en littérature grecque à la Faculté des lettres de Toulouse en 1879 puis maître de conférences de littérature grecque à la Faculté des lettres de Paris en 1883, il assure de 1893 à 1903, une conférence de langue et littérature grecques à l’École normale supérieure.  
Il occupe la chaire de langue et littérature grecques à la Sorbonne de 1904 à 1922. Premier secrétaire général de l'Association pour l'encouragement des études grecques en France, il fait partie des fondateurs, en 1917 de l'Association Guillaume-Budé. 
Il est élu à l'Académie des inscriptions et belles-lettres en 1908. Il collabora en outre au Dictionnaire des Antiquités grecques et romaines de Daremberg et Saglio, et avec différentes revues dont la Revue des Deux Mondes.

## Travaux
- L'Asclépeion d'Athènes d'après les récentes découvertes, thèse de doctorat, 1881
- (la) De Locris Opuntiis, thèse de doctorat, 1881
- L'éducation athénienne au Ve et au IVe siècle avant J.-C, Hachette, 1889
- La Peinture antique, 1892
- De l'expression des masques dans les drames d'Eschyle, 1895
- Hypéride et le procès de Phryné, 1911
- Alphonse Ducatel, professeur au lycée Condorcet (10 février 1851-11 décembre 1913), Belin, 1914
- Séance publique annuelle de l'Académie des inscriptions et belles-lettres, Firmin-Didot, 1917
- La coutume à Rome, Textes de droit romain, Paris, 1895